# Xanthopimpla aliena
Xanthopimpla aliena är en stekelart som beskrevs av Krieger 1914. Xanthopimpla aliena ingår i släktet Xanthopimpla och familjen brokparasitsteklar. Inga underarter finns listade i Catalogue of Life.